# Destinació final 5
Destinació final 5 (Final Destination 5 en anglès) és una pel·lícula de terror sobrenatural nord-americana de 2011 dirigida per Steven Quale i escrita per Eric Heisserer. És la cinquena entrega de la sèrie de pel·lícules Final Destination i una preqüela de la pel·lícula original. Destinació final 5 està interpretat per Nicholas D'Agosto, Emma Bell, Miles Fisher, Arlen Escarpeta, David Koechner i Tony Todd, i segueix un jove (interpretat per D'Agosto) que té una premonició i salva un grup de persones de la mort quan un pont penjant comença a ensorrar-se. Tanmateix, aviat s'assabenten que no poden escapar de la mort.
Malgrat que The Final Destination (2009) es va anunciar com la pel·lícula final de la franquícia, l'èxit financer d'aquesta va portar al desenvolupament de Destinació final 5, que va començar el 2010. El rodatge va tenir lloc a Vancouver, igual que amb les tres primeres entregues. S'ha doblat i subtitulada al català.
La pel·lícula es va estrenar als cinemes el 12 d'agost de 2011 i en DVD el 27 de desembre de 2011 per Warner Bros. Pictures i New Line Cinema. Va rebre crítiques diverses de la crítica, amb alguns crítics que la van considerar tant un retorn a la forma per a la franquícia com una millora respecte a l'entrega anterior. Les crítiques es van centrar per no aportar res de nou a la franquícia, el desenvolupament feble dels personatges i el diàleg mitjà, però també van elogiar l'ús del 3D, els efectes visuals, les escenes de mort inventives, el retorn del suspens en lloc d'una sensació acampada (especialment tant la seqüència d'obertura com el final de gir). La pel·lícula va ser un èxit financer, va recaptar 157 milions de dòlars a tot el món contra un pressupost de 40 milions de dòlars, convertint-se en la segona pel·lícula més taquillera de la franquícia.